# Emmenanthe penduliflora
Espèce
Emmenanthe penduliflora est une espèce de plantes à fleurs de la famille des Hydrophyllaceae, originaire du sud-ouest des États-Unis ou du nord du Mexique.

## Description morphologique

### Appareil végétatif
Cette plante herbacée mesure de 15 à 50 cm de hauteur. Les tiges sont couvertes de poils collants, glanduleux, émettant une odeur médicinale assez plaisante. Les feuilles, oblongues et pennatifides, mesurent entre 2,5 et 10 cm de longueur.

### Appareil reproducteur
La floraison a lieu entre mars et juillet.
Les fleurs sont jaune pâle, en forme de clochette ; elles mesurent environ 1,3 cm de longueur. Les clochettes s'achèvent par 5 lobes arrondis libres et l'androcée comprend 5 étamines.
Les corolles restent longtemps en place après qu'elles sont fanées et desséchées. Elles prennent alors un aspect papyracé et bruissent dans le vent, ce qui leur a valu le nom vernaculaire anglais de "whispering bells" ("cloches murmurantes").
Le fruit est une capsule qui contient de nombreuses graines.

## Répartition et habitat
Emmenanthe penduliflora pousse dans les chenaux des ruisseaux temporaires et sur les collines couvertes de buissons des zones désertiques du sud-ouest des États-Unis et du nord du Mexique. On la trouve sur une aire de répartition restreinte, de la Californie à la Basse-Californie.